# Simon Travaglia
Simon Travaglia (Hamilton, novembre 1964) è uno scrittore neozelandese.
Era un amministratore di sistema presso l'Università del Waikato, in Nuova Zelanda. Grazie ad una vecchia TRS80 100 dotata di un editor di testo aziendale, Simon cominciò a postare interventi su Usenet.
È conosciuto per aver scritto le storie di Bastard Operator From Hell, che raccontano di un  crudele amministratore di sistema.

## Opere
- The Bastard Operator From Hell (Plan Nine, ISBN 1-929462-17-4)
- Bastard Operator From Hell II: Son of the Bastard (Plan Nine, ISBN 1-929462-40-9)
- Bride of the Bastard Operator From Hell (Plan Nine, ISBN 1-929462-48-4)
- Dummy Mode Is Forever (Plan Nine, ISBN 1-929462-63-8)
- Dial "B" For Bastard (Plan Nine, ISBN 1-929462-94-8)